# Rathaus Charlottenburg
Rathaus Charlottenburg er rådhuset i bydelen Charlottenburg-Wilmersdorf i Berlin, Tyskland. Det er beliggende på Otto-Suhr-Allee i Charlottenburg og blev opført i 1905 som rådhus for den dengang selvstændige by Charlottenburg, der hørte til Brandenburg. Rådhuset blev svært beskadiget under 2. verdenskrig og blev genopbygget i 1952.
Udover bydelen Charlottenburg-Wilmersdorfs administration og borgerservicecenter rummer rådhuset i dag også et bibliotek.